# Seznam britanskih slikarjev
Seznam britanskih slikarjev.

## A
- Lemuel Francis Abbott (1760-1803)
- Lawrence Alma-Tadema (1836-1912) (Sir; rojen na Nizozemskem)
- Laura Theresa Alma-Tadema (Lady; r. Laura Theresa Epps)
- Anna Alma-Tadema
- James Archer (Škot)
- John Grimshaw Atkinson (1836-1893)

## B
- Francis Bacon (1909-1992) (irskega rodu)
- George Barret (irskega rodu)
- Aubrey Vincent Beardsley (1872-1898)
- Vanessa Bell (1879-1961)
- Robert Bevan (1865-1925)
- William Blake (1757-1827)
- Alfred de Breanski, Sr. (1852-1928)
- Alfred Fontville de Breanski, Jr. (1877-1957)
- Cecily Brown (1969)
- Sir Edward Burne-Jones (1833-1898)

## C
- Winston Churchill
- William Clark (1803–1883) (škotski marinist)
- John Collier (1850-1934)
- John Constable (1776-1837)
- Thomas Sidney Cooper (1803-1902)
- Frank Cadogan Cowper (1877-1958)

## D
- Robyn Denny (1930-2014)
- Frank Bernard Dicksee (1853-1928)
- William Dobson (1610-1646)

## E
- Reginald Grenville Eves (1876-1941)

## F
- Eleanor Fortescue-Brickdale (1872-1945)
- Roger Fry (1866-1934)
- Lucian Freud (1922-2011)
- Henry Fuseli (1741-1825) rojen v Švici

## G
- Thomas Gainsborough (1727-1788)
- Sawrey Gilpin (1733-1807)
- Thomas Girtin (1775-1802)
- Walter Greaves (1846-1930)
- George Gower (?-1596)
- Duncan Grant (1885-1978)

## H
- Francis Hayman (1708-1776)
- Nicolas Hilliard (1547-1619)
- Damien Hirst (1965) ??
- Ivon Hitchens (1893-1979)
- Prince Hoare (1755-1834)
- William Hoare (~1707-1792)
- David Hockney (1937)
- William Hogarth (1697-1764)
- Arthur Hughes (1832-1915)
- Edward Robert Hughes (1851-1914)
- William Holman Hunt (1827-1910)

## J
- Augustus John (1878-1961)

## L
- Henry Lamb (1883-1960)
- Edwin Henry Landseer (1802-1873)
- Sir Thomas Lawrence (1760-1830)
- Benjamin Williams Leader RA (1833-1921)
- Edmund Blair Leighton (1853-1922)
- Wyndham Lewis (1884-1957)
- Edwin Long (1829-1890)

## M
- John Martin (1789-1854)
- Bruce McLean (1944-)
- Henry Mee (1955-)
- Arthur Melville (1858-1904)
- John Everett Millais (1829-1896)
- William Morris (1834-1896)

## N
- Adam Neate (1977)
- Ben Nicholson (1894-1982)

## P
- Victor Pasmore (1908-1997)
- The Revd Matthew William Peters (1741-1814)
- (Edoardo Paolozzi 1924-2005: škotski grafik in kipar it. porekla)

## R
- Henry Raeburn (1756-1823)
- Allan Ramsay (1713-1784)
- Sir Joshua Reynolds (1723-1792)
- George Romney (1734-1802)
- Dante Gabriel Rossetti (1828-1882)

## S
- Byam Shaw
- Stanley Spencer (1891-1959)
- Thomas Stothard (1755-1834
- George Stubbs (1724-1806)
- Stuart Sutcliffe (1940-1962)

## T
- Sir James Thornhill (1675-1734)
- Bridget Bate Tichenor (1917-1990) (britansko-mehiška)
- Owen Traynor
- Joseph Mallord William Turner (1775-1851)

## V
- John Vanderbank (1694-1739)
- John Varley (1778-1842)

## W
- John William Waterhouse (1849-1917)
- James Whistler (1834-1903) (angleško-ameriški)
- Sir David Wilkie (1785-1841)
- Richard Wilson (1713-1782)
- John Wootton (1682-1764)
- John Michael Wright (1617-1694)